# قطعنامه ۵۰۲ شورای امنیت
قطعنامه ۵۰۲ شورای امنیت سازمان ملل متحد که در تاریخ ۰۳ آوریل ۱۹۸۲ تصویب شد، سندی بین‌المللی دربارهٔ جزایر فالکلند (مالویناس) است. این قطعنامه طی نشست ۲۳۵۰ام با ۱۰ موافق، ۱ مخالف و ۴ ممتنع تصویب شد.